# وارنا (ایتالیا)
وارنا (به ایتالیایی: Varna) یک کومونه در ایتالیا است که در تیرول جنوبی واقع شده‌است. وارنا ۷۰٫۱ کیلومتر مربع مساحت و ۴٬۲۳۱ نفر جمعیت دارد و ۶۷۱ متر بالاتر از سطح دریا واقع شده‌است.